# Bynicha
Bynicha (ros. Быниха) – wieś (dieriewnia) w Rosji, w obwodzie kostromskim, w rejonie szarjińskim. W 2010 liczyła 122 mieszkańców.